# Le Dernier Face à face
Pour plus de détails, voir Fiche technique et Distribution.
Le Dernier Face à face ou Il était une fois en Arizona (Faccia a faccia en italien) est un western spaghetti hispano-italien écrit et réalisé par Sergio Sollima en 1967. Le film met en vedette Gian Maria Volontè et Tomás Milián sur une musique d'Ennio Morricone.
Le Dernier face à face est le deuxième des trois films westerns de Sollima, suivant Colorado (1966) et précédant Saludos hombre (1968).
Le film suit le professeur Brad Fletcher, un enseignant de la Nouvelle-Angleterre, qui quitte son travail pour raisons de santé et voyage jusqu'au Texas. Après être arrivé dans l'ouest, il finit pris en otage par un hors-la-loi blessé, Solomon Bennet, dit « Beauregard ». Fletcher l'aide à se soigner et tente de le convaincre qu'il a plus de valeur vivant que mort. Via cette « amitié », Fletcher prend goût à la vie de hors-la-loi. Au lieu de retourner à sa vie d'honnête homme, il décide de rejoindre la « horde sauvage » de Bennet.

## Synopsis
Après la guerre de Sécession, Brad Fletcher se retire de son poste de professeur d'histoire à l'université de Boston à cause de sa tuberculose pour guérir au soleil du Texas. En lui disant adieu, le principal de l'université Robbins lui reproche son manque d'ambition et lui recommande de ne désormais plus subir les événements, mais de les provoquer car « dans un pays neuf comme les États-Unis, on ne se fait une place que si l'on veut se la faire à tout prix ».
Fletcher est un pacifiste qui croit qu'un homme a toujours le choix entre la justice et l'injustice, entre la vérité et le mensonge. Il s'engage dans son voyage vers le Texas empli de ces principes vertueux qui le rendent parfois vaniteux. Plus tard, alors qu'il fait la sieste sur le toit d'une auberge dans le désert texan, une diligence transportant plusieurs hommes de loi et Solomon Bennet dit « Beauregard », un criminel capturé, fait halte devant l'auberge. Lorsque Fletcher tente de donner un verre d'eau à Bennet, il est pris en otage et ils s'échappent à bord de la diligence avant de se perdre dans le désert. Sur les instructions de Bennet, Fletcher l'emmène dans une cachette dans la forêt, où Bennet se remet de ses blessures. Pendant ce temps, Fletcher apprend de Bennet à tirer au revolver.
Charly Siringo, un mystérieux hors-la-loi, rencontre Fletcher et Bennet et convainc ce dernier de reformer son gang, la « horde sauvage ». Bennet accepte et convainc Fletcher de retourner à Boston. Alors qu'il séjourne dans un hôtel de Purgatory City, en attendant un train qui l'emmenera vers la côte est, Fletcher retrouve Bennet, qui a été engagé par l'homme d'affaires Williams pour se débarrasser de la bande de pistoleros de Sam Taylor ; en échange, Aaron Chesnut, un ancien de la horde, sera libéré de prison. Un échange de coups de feu entre Bennet et les pistoleros s'ensuit, et Fletcher sauve la vie de Bennet en tuant l'un d'entre eux. Plus tard, alors que Fletcher s'apprête à monter dans son train, il décide de suivre Bennet et Aaron ; ils sont bientôt rejoints par Vance et Jason, deux autres membres de la horde.
Bennet et Fletcher se rendent à la plantation de Winton pour visiter et recruter un autre ancien de la horde, le gentilhomme sudiste Maximillian de Winton. Siringo revient et prouve sa loyauté en tuant un shérif qui tente de capturer Bennet et la bande. La horde de Bennet se rendent à Piedras de Fuego, leur principale cachette, une communauté anarchiste de marginaux et de desperados. Lorsque Bennet et sa bande partent pour participer à un vol de train, Fletcher accoste Maria, la petite amie de Vance, et la bat puis la viole. À son retour, Vance provoque Fletcher en duel et alors qu'il semble d'abord avoir le dessus, finit la tête fracassée contre un rocher. Fletcher déclare alors à Bennet que ce duel remporté haut la main prouve qu'il n'a pas peur de se battre et qu'il est désormais capable de participer aux razzias de la horde.
Alors que Maria est désormais en couple avec Fletcher, ce dernier lui propose à elle et à la horde de cambrioler la banque de Willow Creek, en se déguisant en citoyens ordinaires pour réduire les risques de fusillade. Après avoir testé l'impitoyabilité de Fletcher lors d'un simulacre de duel, Bennet accepte le plan. Le braquage se déroule sans encombre jusqu'à ce qu'un garçon reconnaisse Bennet et dévoile sa couverture. Siringo, qui se révèle être un agent infiltré de l'agence Pinkerton, capture Bennet et aide les autorités locales à tuer Jason, Maximillian et Aaron. Fletcher et Maria retournent à Piedras de Fuego avec l'argent volé, mais Maria meurt des suites des blessures subies au cours de la fusillade. Rendu fou par la mort de Maria et la trahison de Siringo, Fletcher prend la tête de la horde sauvage, transformant Piedras de Fuego en un état fasciste alimenté par l'argent, la violence et la peur.
À Silvertown, un posse de justiciers s'organise pour éliminer la horde sauvage, qui font des ravages dans leurs razzias. Siringo et Bennet, qui a perdu sa passion pour la violence à la suite de son amitié avec Fletcher et de la mort du garçon lors du braquage, refusent de prendre la tête du posse, mais Zacharie Chesnut, un ancien membre de la horde emprisonné, accepte. Le lendemain matin, Bennet s'échappe de sa cellule et se rend à Piedras de Fuego, où il découvre de nombreux innocents massacrés.
Alors que Fletcher tente d'emmener les autres réfugiés à travers un désert, l'un des chariots de transport tombe en panne et les personnes à bord sont forcées de voyager à pied. Distancés, les piétons sont exterminés par les justiciers de Zacharie. Bennet rencontre Fletcher et les autres au moment où les justiciers s'apprêtent à attaquer. Alors que les réfugiés s'échappent, Fletcher et Bennet se préparent à repousser la bande de Zacharie. Siringo arrive pour arrêter les justiciers, tuant Zacharie et un autre pour éviter une nouvelle effusion de sang, et affronte seul Bennet et Fletcher. Fletcher, en colère contre Siringo pour sa trahison de la horde et des habitants de Piedras de Fuego, s'apprête à le tuer, mais il est abattu par Bennet, qui s'est rendu compte entre-temps que Fletcher a abandonné toute morale. Bennet autorise Siringo à l'exécuter, mais ce dernier, remarquant le désir de rédemption de Bennet, tire sur le visage du cadavre du justicier, créant ainsi un « faux » Bennet à présenter aux autorités. Confus mais reconnaissant, Bennet part à cheval pour commencer une nouvelle vie avec les réfugiés.

## Fiche technique
- Titre français : Le Dernier Face à face ou Il était une fois en Arizona[1]
- Titre original italien : Faccia a faccia[2]
- Titre espagnol : Cara a cara[3],[4]
- Réalisation : Sergio Sollima
- Scénario : Sergio Sollima, Sergio Donati
- Photographie : Rafael Pacheco
- Montage : Eugenio Alabiso
- Musique : Ennio Morricone (supervisé par Bruno Nicolai)
- Effets spéciaux : Eros Bacciucchi (it)
- Décors : Carlo Simi
- Costumes : Carlo Simi, Franco Antonelli
- Maquillage : Rino Carboni (it)
- Production : Arturo González, Alberto Grimaldi
- Sociétés de production : Produzioni Europee Associate (PEA), Arturo González Producciones Cinematográficas
- Pays de production :  Italie,  Espagne
- Langues originales : Italien, espagnol
- Format : Couleurs par Technicolor - 2,35:1 - Son mono - 35 mm
- Genre : Western spaghetti
- Durée : 108 minutes (version longue) ; 91 minutes (version française originale)
- Date de sortie : 
  - Italie : 24 novembre 1967 (Milan) ; 5 décembre 1967 (Turin)
  - Espagne : 14 octobre 1968 (Madrid)
  - France : 19 mars 1969

## Distribution
- Tomás Milián (VF : Pierre Hatet) : Solomon Bennet, dit « Beauregard » ou « Beau »
- Gian Maria Volontè (VF : Jacques Thébault) : professeur Brad Fletcher (Brett Fletcher en VO)
- William Berger (VF : Alain Dorval) : Charlie Siringo
- Jolanda Modio : Maria
- Lydia Alfonsi : Belle de Winton
- Gianni Rizzo (VF : Jean Michaud) : Williams
- Carole André : Cattle Annie
- Ángel del Pozo (it) (VF : Marc Cassot) : Maximilian de Winton
- Aldo Sambrell (VF : Jacques Berthier) : Zacharie Chesnut (Zachary Shot en VO)
- Alfonso Rojas (VF : Claude Bertrand) : le shérif convoyant Bennet
- Goffredo Unger (it) (VF : Michel Gatineau) : le pistolero Bricks
- José Torres (VF : Albert Augier) : Aaron Chesnut (Chase en VO)
- Linda Veras : Cathy
- Nello Pazzafini (VF : Georges Atlas) : Vance
- Antonio Gradoli (VF : Jacques Deschamps) : Carson
- Lorenzo Robledo (VF : Claude Bertrand) : le policier Wallace
- Francisco Sanz (it) (VF : Henry Djanik) : Rusty Rogers
- Antonio Casas (VF : William Sabatier) : un habitant de Puerto del Fuego
- Gérard Tichy : Citoyen influent de Silvertown
- John Stacy (it) : Sam Taylor
- Frank Braña : Jason
- Guy Heron : Shérif du domaine de Winton
- Federico Boido (it) : Shérif de Purgatory City
- Rossella D'Aquino : Sandy
- Giovanni Ivan Scratuglia : Homme de main de Taylor
- John Karlsen (en) (VF : René Bériard) : M. Robbins, le principal de l'université
- Antonella Della Porta (it) : Elizabeth Wilkins

## Tournage
Comme la plupart des westerns spaghettis, celui-ci a été tourné dans le sud de l'Espagne, près d'Almería, ainsi que dans la Communauté de Madrid, notamment dans la Sierra de la Morcuera (es), à Colmenar Viejo, à Hoyo de Manzanares et à La Pedriza. Les intérieurs sont tournés aux studios Elios à Rome.